# Ljudevit (Posavina)

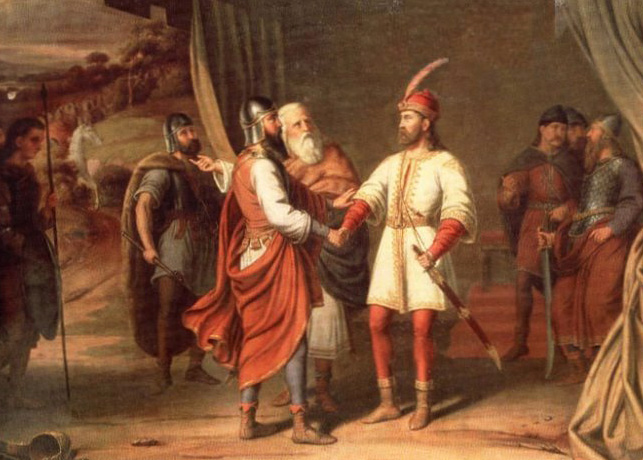
Knez/Fürst Ljudevit (rechts) – Gemälde von J. F. Mucke

Ljudevit (auch Liudiwit, lateinisch Liudewitus; kroatisch Ljudevit Posavski (Ljudevit von Posawien); † 823) war ein südslawischer Knes, der von 810 bis zu seinem Tod über Unterpannonien bzw. Pannonisch-Kroatien herrschte (dux Pannoniae inferior).

## Leben
Nach den Siegen Karls des Großen über die Awaren akzeptierten viele südslawische Stämme die fränkische Suzeränität über Unterpannonien. Sie behielten eigene Knezen, leisteten jedoch Tribut und Wehrdienst. Nach Feldzügen der friaulischen Markgrafen Erich und Kadaloch im Jahr 803 fiel auch der größte Teil Dalmatiens unter fränkische Oberherrschaft.
In Unterpannonien („intra fluvios Drau et Save“) mit Sitz in Siscia regierte Ljudevit, südlich davon (in Dalmatien und Liburnien) hingegen der Knez Borna, ein Neffe Ljudevits, das sogenannte Dalmatinische Kroatien (kroatisch Dalmatinska Hrvatska), eigentlich Herzogtum Kroatien. Während der schwachen Herrschaft Kaiser Ludwig des Frommen agierten die fränkischen Markgrafen weitgehend auf eigene Faust. Markgraf Kadaloch († 819) von Friaul war unter ihnen der Grausamste und behandelte die Bewohner Pannoniens mit äußerster Brutalität. Nachdem Ljudevit sich im Jahr 818 durch Gesandte bei Kaiser Ludwig vergeblich über Kadaloch beschwert hatte, erhob er sich zum Aufstand. Ihm schlossen sich die Karantanier und Timotschanen an (ein südslawischer Stamm, der sich von den Bulgaren abgespalten hatte und zu Ljudevit übergegangen war). Borna hingegen war nach dem Frieden von Aachen (812), in dem sich das Frankenreich mit dem Byzantinischen Reich auf eine Abgrenzung ihrer gegenseitigen Herrschafts- bzw. Einflussbereiche in Pannonien und Dalmatien geeinigt hatte, auf fränkische Unterstützung gegen Byzanz angewiesen und führte erbitterte Kriege gegen Ljudevit. Nach Bornas Tod im Jahr 821 folgte ihm sein Neffe Vladislav (Ladasclavus).
Ljudevit widerstand von 818 bis 823 mehreren Angriffen Bornas und der Franken, wurde aber schließlich von einem fränkischen Heer geschlagen (wohl angeführt von dem Markgrafen Balderich von Friaul, dem Nachfolger Kadalochs) und floh zu den benachbarten Serben, die einen großen Teil der früheren römischen Provinz Dalmatien besiedelten („ad Sorabos, quae natio magnam Dalmatiae partem obtinere dicitur“). Er tötete dort seinen Gastgeber, einen serbischen Fürsten, unterwarf dessen Stadt, und floh dann zu Bornas Oheim Ljudemisl, der ihn aber – wohl auf Forderung der Franken – töten ließ.

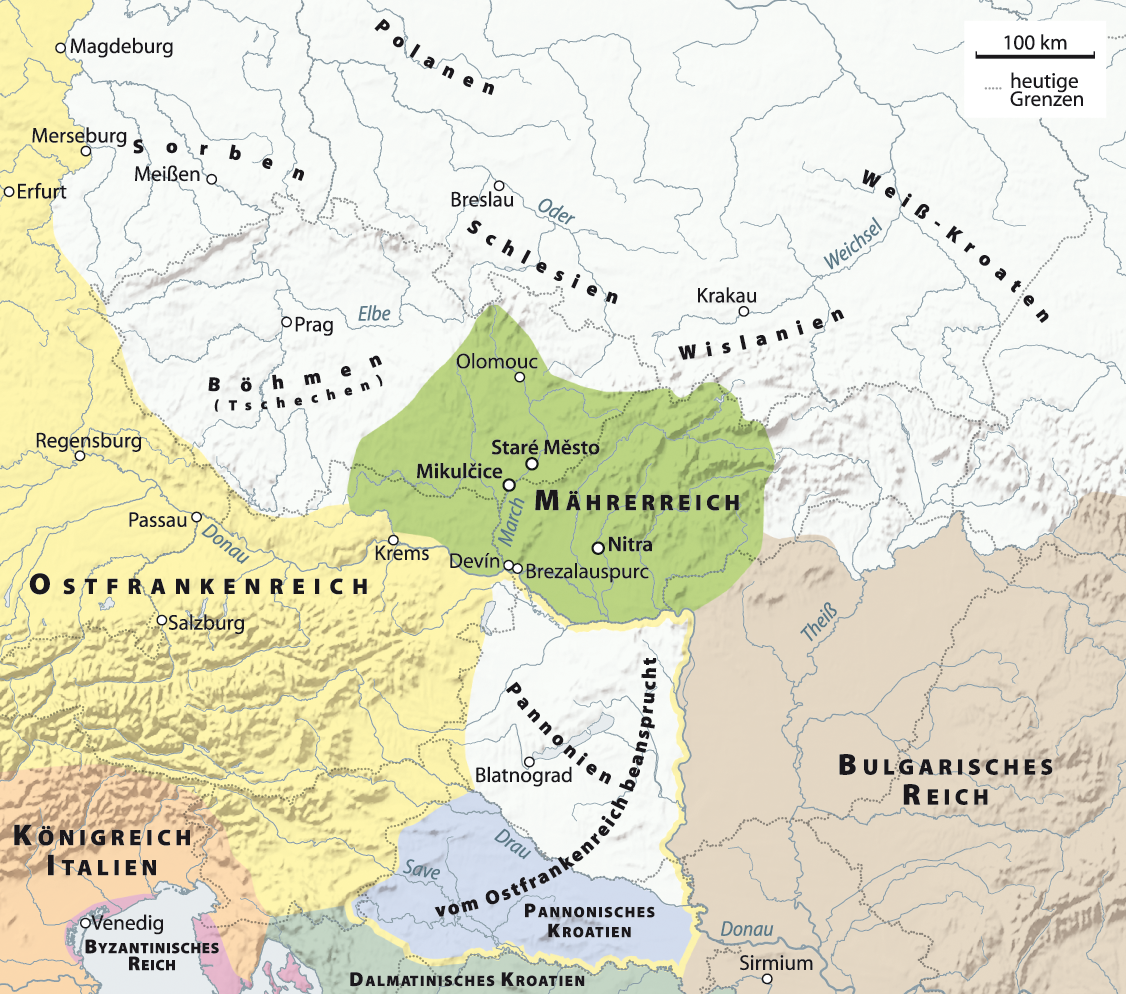
Pannonisch-Kroatien (hellblau) um die Mitte des 9. Jahrhunderts

Mit Ljudevits Tod endete der erste große Kampf der Südslawen um Unabhängigkeit und Freiheit. Die Karantanier verloren mit seinem Tod ihre Autonomie und gerieten endgültig unter die Herrschaft der Franken. Zugleich bedeutete dies den Sieg feudaler Machtstrukturen über die slawische Stammeskultur.
Das Gebiet Posavien (Posavina, „an der Save“) liegt zwischen Zagreb und Sisak. Nach der Niederschlagung von Ljudevits Aufstand wurde im Norden des heutigen Kroatiens die Grenzmark Posavina errichtet, die im Westen an die Markgrafschaften Friaul und Istrien, im Norden an die Markgrafschaft Karantanien und im Osten an Dalmatien grenzte.